# Marlon (personaggio)
Marlon è un personaggio della saga di libri de La tribù del pallone creata da Joachim Masannek e degli omonimi film tratti da essa. L'attore che lo interpreta è Wilson Gonzalez Ochsenknecht.
Marlon è un centrocampista della squadra degli Scatenati ed è anche il fratello maggiore del capitano, Leon (non si conosce la precisa differenza di età, forse un anno); mostra a volte una terribile insicurezza essendo considerato sempre meno rispetto al fratello, ma spesso dimostra di volergli bene, superando i suoi complessi, e scoprendo che Leon lo ritiene fondamentale per le sue vittorie.
Possiede un cane di nome Dischetto e suo padre lavora in una gelateria. Marlon rimane per molto tempo restio all'amore, dichiarando più volte di non aver mai provato sentimenti per una persona, finché non incontrerà la bella Horizon; lei, in seguito, diverrà la sua ragazza.

## La Tribù Del Pallone - Sfida agli Invincibili
Marlon è il fratello maggiore di Leon, e come lui mostra una grande passione per il calcio. I due vengono ripetutamente cacciati fuori di casa dalla madre, dal momento che hanno rotto molti oggetti giocando a pallone. Leon e Marlon decidono di formare una squadra e di combattere contro Michi Cicciobullo e i suoi "Invincibili", dal momento che questi ultimi hanno occupato il loro campetto, la Bolgia Infernale.
Come Leon, Marlon ha paura delle ragazze ed è convinto che emanino un'influenza che fa invaghire i ragazzi di loro, com'è successo al loro amico Fabi con Vanessa. Infatti, quando il fratello minore gli chiede se secondo lui ciò è contagioso, Marlon si trova a pensare che potrebbe darsi che sia così, anche se scherzando ammette che è contagioso quando vede Leon fissare intensamente Vanessa.

## La tribù del Pallone 2 - Uno stadio per la tribù
Marlon aiuterà il fratello, come tutti gli Scatenati, a scrivere la lettera d'amore per Vanessa. Con l'aiuto di Maxi, Joschka e Deniz travestirà Michi Cicciobullo da talent scout per attuare il piano di recupero di Vanessa. Come tutti i membri della squadra seguirà il suo capitano nella follia della partita in mutande.

## La tribù del Pallone 3 - Tutti Per Uno
Marlon, dopo la fuga di Leon, pare aver abbandonato il gioco del calcio e assieme all'ex portiere della squadra, Markus, sembra aver sviluppato un grande amore per le corse con i go-kart e per la loro costruzione; difatti lui e Markus non fanno altro che sfidarsi in velocità. Quando i vecchi compagni vengono a chiedere loro di riformare la squadra, per combattere le "Vipere Striscianti", i due decidono di non tornare, ritenendo che ormai il loro mondo sia quello dei go-kart. Tuttavia, dopo l'incontro con il fuggiasco Hashkibenachi, che scappa dalla Strega di Bogenhauser, madre di Nerv, alleata con il Padre di Maxi, Marlon e Markus decidono di tornare con gli Scatenati facendo un'entrata di scena al momento giusto, quando gli Scatenati sono prigionieri senz'armi delle Vipere.
Lui e Markus si dimostrano bravi meccanici, sia di armi, che di motori, nonostante abbiano fatto saltare in aria il go-kart.

## La tribù del Pallone 4 - Alla conquista della Coppa
In questo episodio Marlon ha maggiore rilevanza degli altri, difatti insieme al fratello e alla squadra vince la coppa di calcio freestyle, ma finisce per invaghirsi di una misteriosa ragazza senza nome, che lo sciamano dei Lupi, la squadra avversaria, definisce come il male incarnato. Marlon la chiamerà Horizon e fra loro si instaurerà un contatto molto forte.
Al contrario Horizon non mostra grande interesse per Marlon e sembra essere molto attratta da Leon; questo suo modo di comportarsi serve a mettere alla prova i due fratelli, come era già accaduto con Erik e Jaromir, componenti dei Lupi, che erano esattamente come loro: il minore era il capitano ed il maggiore il subordinato. Così entrambi i fratelli sfidati da Horizon la seguono oltre la nebbia, Marlon per amore e Leon per orgoglio. Qui avviene che, mentre Marlon sospira per la ragazza, Horizon seduce Leon.
Quella sera stessa Marlon rivela al fratello il grande amore che prova per la ragazza dicendo che non aveva mai provato nulla per nessuna, neanche per Vanessa.
Arrivati alla battaglia finale, Horizon rivela quello che c'è stato tra lei e Leon a Marlon e Vanessa, lasciando a loro scegliere da che parte vogliono stare. Marlon chiede a Horizon perché, se Jaromir ha vinto su Erik, lei non stia con lui; Horizon risponde che lui ha scelto la vendetta, difatti la ragazza lascerà a Marlon la possibilità di scegliere tra amore e vendetta e, come Jaromir, Marlon sceglierà la vendetta entrando nella squadra di Horizon. Nonostante questo a metà partita abbandonerà tutto per il fratello, il quale gli rivelerà che lui è forte solo quando lo ha accanto, e che così potrà dimostrare ad Horizon che è veramente forte. Gli Scatenati vincono e Marlon mette in conto di aver perso l'unica ragazza per cui prova qualcosa.
Horizon andrà a cercarlo, dicendogli che lui ha scelto bene, scegliendo l'amore e che l'avrà, facendoli dono di un bacio. In seguito, al momento di tornare a casa, Horizon andrà via con gli Scatenati.

## La tribù del pallone 5- L'ultimo Goal
Marlon non è presente nell'episodio, e questo porta a pensare che probabilmente sia con Horizon, dal momento che anche lei è assente.

## Relazioni
Leon
Leon è il fratello minore di Marlon e con lui, per i primi due film, sembra avere un rapporto ottimo di totale complicità; nel terzo film, anche lui come gli altri è adirato per la sua fuga, ma lo perdona. 
Invece, nel quarto film, emerge tutta la rabbia che Marlon ha tenuto dentro di sé negli anni, mostrando quante insicurezze provi nei confronti del fratello, anche se infine è Leon che rivela di essere insicuro senza di lui.
Markus
Markus è il migliore amico di Marlon. Ciò si può notare dal terzo film, quando cominciano a sviluppare entrambi un amore per la meccanica e passano molto del loro tempo assieme.
Horizon
Horizon è il primo ed unico amore di Marlon e sembra molto complicata, perché all'inizio al ragazza non sembra per nulla interessata a lui, perfino non ricordando neanche chi sia, ma rimane visibilmente colpita dall'amore che prova per lei, dal suo coraggio e dal fatto che alla fine dimostra di saper perdonare il fratello.